# Мититеи
Митите́и (рум. mititei, от рум. mic — маленький) — традиционное блюдо молдавской и румынской кухни. Мититеи по виду напоминают маленькие колбаски без оболочки. Приготавливаются из говяжьего и бараньего мяса с добавлением бульона, чеснока, чёрного перца, тимьяна, соли. Жарятся на гратаре. Подаются к столу хорошо подрумяненными и очень горячими.

## История
Популярная история утверждает, что мититеи были изобретены в конце XIX века неким Иордаке Ионеску, поваром, работающим в одном из многочисленных трактиров в районе Бухареста Липскань, под названием «La o idee» (примерно «Идея»). Согласно легенде, Ионеску славился своими свежими колбасками, но в особенно напряженный день у него кончилась оболочка, и ему пришла в голову идея положить на гриль только начинку для колбасы. Новое импровизированное блюдо сразу же стало хитом, и с тех пор их популярность продолжала расти. Близлежащий ресторан Caru 'cu Bere также иногда называют местом рождения мититеи.
Однако некоторые считают, что мититеи не является традиционным румынским блюдом, а родом из Турции: на самом деле это адаптированный кебаб, приготовленный с использованием множества специй и ароматных трав. Тем не менее, блюдо впервые упоминается в 1870 году французско-румынским журналистом Улиссом де Марсильяком, а примерно в 1872 году оно упоминается писателем и юмористом Н. Т. Орэцану, который писал о том, как поесть их в пабе Ионеску. Подобные разновидности колбас без кожицы встречаются в кулинарных книгах Екатерины Стериади (1871 г.) и Я. К. Хинжеску (1877 г.).
С годами рецепт утратил некоторые оригинальные ингредиенты, такие как тмин и душистый перец, и стал готовиться из свинины, а не из говядины и баранины. Бикарбонат натрия, разрыхлитель, также часто добавляют в современные румынские рецепты, улучшая как вкус, так и текстуру.